# Catherine-Dominique de Pérignon

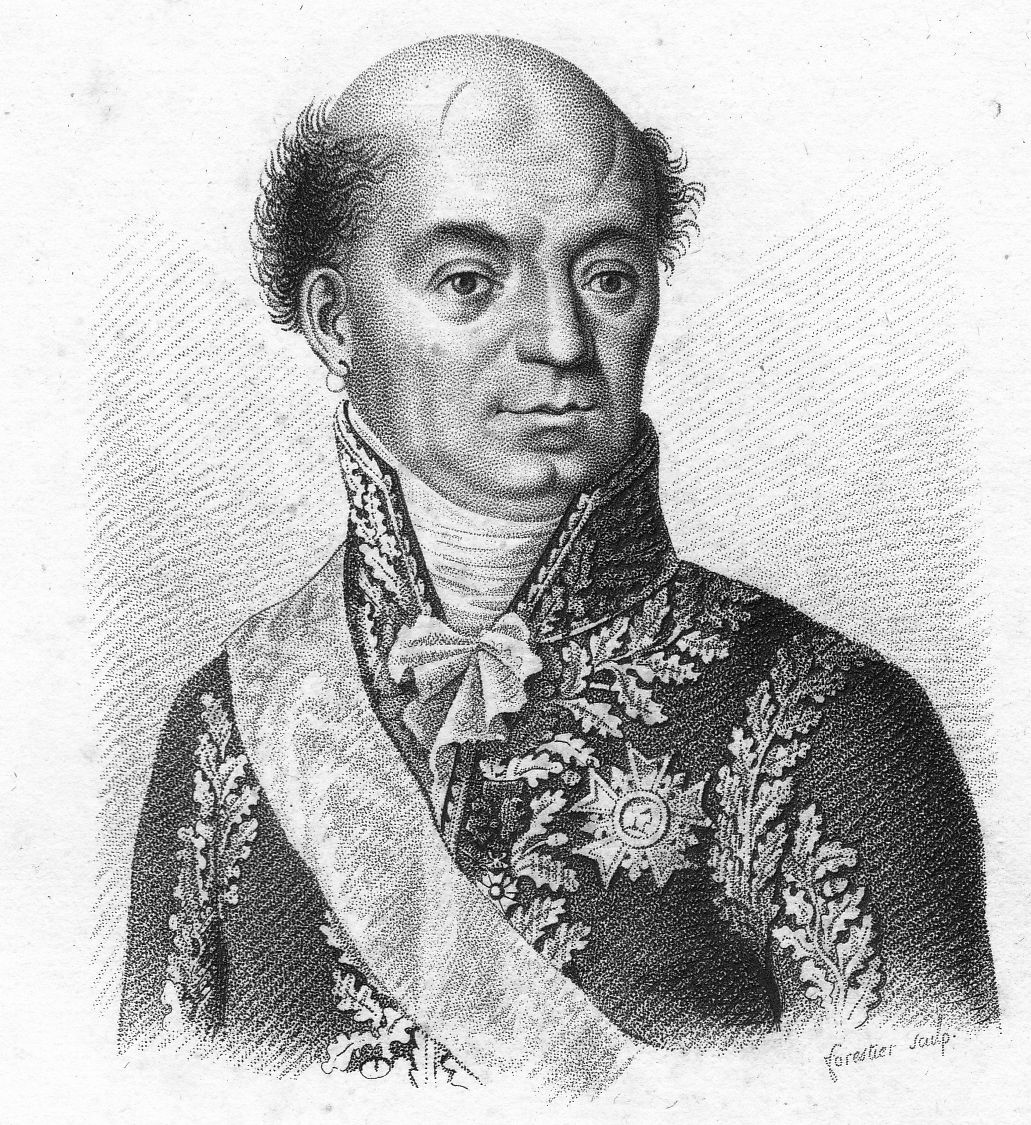
Catherine-Dominique de Pérignon

Catherine-Dominique de Pérignon, marqués de Granada (Grenade-sur-Garonne, 31 de mayo de 1754 - 25 de diciembre de 1818) fue un mariscal y diplomático del Primer Imperio de Francia.

## Biografía
Nació en una familia de la baja nobleza en Grenade-sur-Garonne (Haute-Garonne), una localidad cercana a Toulouse. Su padre fue Jean Bernard de Pérignon y su madre Madeleine Dirat y después de servir como subteniente en el Regimiento de Lyon en 1780 y dos años después en los Granaderos de Quercy (Aquitania) y como ayuda de campo del Conde de Preissac, se retiró a sus tierras de Montech en 1783. En 1786 se casó con Hélène-Catherine de Grenier, hija del mayor de Montech. Durante la Revolución Francesa fue juez de paz y teniente coronel de la Guardia Nacional de Montech, y se ganó una silla en la Asamblea legislativa de 1791, pero la dejó para retomar su carrera militar durante las Guerras de la Revolución Francesa. Participó en la Guerra de la Convención de 1793 a 1795 en el Ejército de los Pirineos Orientales y derrotó a los españoles en la Batalla de Le Boulou (1 de marzo de 1794) y La Junquera (7 de junio). Sucedió a Jacques François Dugommier como general de división tras su muerte en la batalla del Roure el 18 de noviembre de 1794. Ese mismo año venció en el sitio de la Ciudadela de Rosas y en Montaña Negra (17-20 de noviembre de 1794). Tras la paz de Basilea fue elegido diputado del Consejo de los Quinientos y durante el Directorio fue nombrado Embajador en España y negoció el Tratado de San Ildefonso en que España se alió con Francia contra Gran Bretaña, hasta que en 1798 fue designado para conducir un ejército a Liguria; pero fue herido y capturado por los rusos del ejército de la Segunda coalición en la Batalla de Novi; tras dieciocho meses de prisión, volvió a Francia en 1800.
Pérignon apoyó a Napoleón Bonaparte y esto le valió ser nombrado senador en 1801, mariscal del Primer Imperio en 1804, además de recibir la Legión de Honor. En 1806 fue nombrado gran oficial de honor del Gran Oriente de Francia. Del 18 de septiembre de 1806 al 23 de julio de 1808 fue gobernador general de Parma, Piacenza y Guastalla y enseguida ese mismo año lo nombraron conde del Imperio y gobernador del Reino de Nápoles, donde fue poco menos que un rey. Volvió a Francia en 1814 y entonces se posicionó a favor de la restauración de Luis XVIII de Francia, por lo cual Napoleón lo retiró de la lista de mariscales durante los Cien días; caída la estrella del corso tras Waterloo, Luis XVIII lo nombró par de Francia, en cuya cámara votó la ejecución de Ney. Fue luego gobernador militar de París y marqués de Granada (1817). El rey lo premió además con la Orden de San Luis. Tuvo dos hijos: Henri François, marqués de Pérignon, e Irma de Pérignon.